# Famke Janssen
Famke Beumer Janssen, más conocida como Famke Janssen (/ˈfɑmkə ˈjɑnsə(n)/; Amstelveen, Holanda del Norte; 5 de noviembre de 1964) es una actriz, guionista, directora de cine y exmodelo neerlandesa. Conocida por haber interpretado a la heroína Jean Grey, en las primeras tres entregas de la saga de X-Men.

## Biografía
Famke Beumer Janssen nació el 5 de noviembre de 1964 en Amstelveen, Países Bajos. Tiene dos hermanas: Antoinette Beumer, que es directora, y Marjolein Beumer, actriz, al igual que Famke. Ella conservó el apellido de su madre, «Janssen»; sin embargo, sus hermanas han conservado el apellido de su padre, «Beumer». 
Estudió varios idiomas extranjeros inglés, francés y alemán. También se licenció en Literatura Inglesa por la Universidad de Columbia. A Famke Janssen se le considera superdotada, por tener un cociente intelectual de 140. En aquella etapa, estudiaba tanto que rechazó una propuesta para trabajar de modelo. Al finalizar su formación académica, empezó a estudiar interpretación. Debutó como actriz en Star Trek: La nueva generación. A Famke Janssen se le conocen pocas relaciones amorosas. Estuvo casada con el director Tod Williams (1995-2000). También se le relacionó con el actor Ryan Gosling (2004) y, desde el 2006 sale con el actor Cole Frates.

## Carrera

### Modelaje y principios de los 90
En 1984, Janssen viajó a los Estados Unidos, donde comenzó su carrera profesional como modelo para la firma Elite Model Management, trabajando para diseñadores como Yves Saint Laurent, Chanel o Victoria's Secret.
En 1992, después de retirarse del modelaje, Famke obtuvo papeles como invitada en varias series de televisión, incluyendo un papel protagonista en Star Trek: La Nueva Generación, junto a Patrick Stewart, quien más adelante compartiría reparto en las series de películas de X-men. En ese mismo año se le ofreció el papel de Jadzia Dax en Star Trek. Pero ella prefirió rechazarlo para introducirse en el cine. Su primer papel en este medio fue junto a Jeff Goldblum, en el drama criminal Fathers & Sons.
En 1994 hizo una pequeña participación en la exitosa serie Melrose Place, como Diane Adamson. También participó en Model by day, The Untouchables y en la película Relentless IV: Ashes to Ashes.

### 1995-2000
A fines de 1995, Janssen apareció en la primera película de James Bond protagonizada por Pierce Brosnan, GoldenEye, como mujer fatal Xenia Onatopp. También apareció en la película Lord of Illusions. En 1996 participó en la película Dead Girl. Así mismo, a principios de 1997 aparece en la película City of Industry.
En 1998, después de su interpretación de mujer fatal en GoldenEye (1995), se convirtió en una de las actrices más buscadas por los directores. Prueba de ello es que llegó a participar en 8 películas. Estas son: Monument Ave., The Gingerbread Man, Deep Rising, RPM, Rounders, Celebrity de Woody Allen, The Adventures of Sebastian Cole y The Faculty. A finales de 1999 apareció en la película House on Haunted Hill. En el año 2000 participa en la película Love & Sex, Circus y en X-Men como Jean Grey.

### Películas deX-Men
En el año 2000, Famke Janssen se metió en los Estudios Marvel, interpretando a la superheroína Jean Grey en X-Men. La fama desatada por esta película, tanto entre los fanáticos del cómic como entre los que no lo eran, fue total, llevando a Famke al podio de las féminas más deseadas. Más tarde, en el año 2003 repite su papel en X2: X-Men United, donde su personaje muestra que es mucho más poderoso; pero al final de la película «muere» salvando a sus compañeros. Janssen vuelve en X-Men: The Last Stand en el año 2006. En esta, su personaje Jean se transforma en Phoenix, siendo la única mutante de clase 5. Finalmente, Jean Grey/Phoenix es asesinada por Wolverine (interpretado por Hugh Jackman), ya que ella se lo pidió debido a que ya no era capaz de controlar sus poderes y deseaba dejar de destruir todo y a todos a su alrededor. Para ese papel, Famke gana el Premio Saturn a la mejor actriz de reparto. En el 2013 vuelve a interpretar Jean Grey en The Wolverine, siendo una alucinación de Wolverine. En 2014 vuelve a interpretar a Jean Grey, haciendo un breve cameo en X-Men: días del futuro pasado, al igual que James Marsden (Cíclope) y Anna Paquin (Anna Marie / Rogue). En la película, Wolverine, regresa atrás en el tiempo y cambia el curso del futuro, consiguiendo resultados que nunca ocurrieron en los acontecimientos de la tercera película, incluyendo la muerte de Jean Grey y Cíclope.

### 2001-2007
A mediados de 2001, Famke actúa en la película Made, junto a Jon Favreau. También aparece junto a Michael Douglas en Don't Say a Word, interpretando a su mujer. Aparece en dos episodios de Ally McBeal.
A finales de 2002 interpreta a una agente especial en I Spy, junto a Eddie Murphy y Owen Wilson. Janssen consiguió el papel de la villana en la película Men in Black II, pero, debido a una muerte dentro de su familia, tuvo que abandonar el papel. En 2004, Famke consigue un papel destacado en la segunda temporada de la popular serie de televisión Nip/Tuck. Volvió a retomar el papel en los últimos dos episodios. A fines de ese año participó en la comedia Eulogy.
A principios de 2005 protagoniza, junto a Robert De Niro y Dakota Fanning, Hide and Seek. Janssen interpreta a una psicóloga que quiere ayudar al personaje que interpreta Dakota Fanning, por la presunta muerte de su madre. En 2006 interpreta a una viuda en The Treatment.
En 2007 actuó en Turn the River, con el que obtuvo el Premio a la Mejor Actriz en el Festival Internacional de Cine Hamptons. También protagoniza, junto a Jessica Alba, Paul Rudd, Winona Ryder y varios más la comedia The Ten, diez historias inspiradas en los 10 mandamientos. Janssen también proporcionaría la narración en idioma neerlandés para el estudio de tranvía Tour en todos los parques temáticos de Disney. También aparece en la película para televisión Winters.

### 2008-presente
En 2008 tiene una pequeña participación (interpretando a Leonore Mills) en la película de acción Taken, protagonizada por Liam Neeson. También actúa en la película dramática The Wackness, junto a Josh Peck. Más tarde protagoniza 100 Feet. En esta cinta, Famke interpreta a una mujer que tiene que cumplir un arresto domiciliario, por el supuesto asesinato de su marido, quien aparecerá como fantasma en su casa. También vemos a Famke en la serie web Puppy Love y, en 2009, en The Farm, una película para la televisión. 
A mediados del año 2010 protagoniza la película dramática The Chameleon, basada en hechos reales. En 2011 Janssen debuta como directora en el drama Bringing Up Bobby, protagonizado por Milla Jovovich. 
A finales de 2012 repite su papel de Leonore Mills, en Taken 2, también protagonizada por Liam Neeson y Maggie Grace. Esta vez, su personaje tiene más incidencia en la trama de la película. En 2013 protagoniza la serie original de Netflix, Hemlock Grove, como la imponente Olivia Godfrey. Más tarde, también aparece en la película Hansel and Gretel: Witch Hunters, haciendo de la bruja Muriel. A mediados de 2014 obtuvo un papel en la película A Fighting Man, como una alcohólica en recuperación. 
A principios de 2015 vuelve a retomar el papel de Leonore Mills, en Taken 3, una vez más con Liam Neeson y Maggie Grace. En esta secuela su personaje es asesinado, siendo Neeson acusado de ello, lo que le fuerza a tener que descubrir la verdad. Más adelante, Janssen fue narradora en el documental sobre la transformación de la Humanidad, Unity, junto a numerosos actores, músicos, deportistas, empresarios, etcétera. En septiembre del mismo año, Famke obtuvo el papel de Eve Rothlow en la serie How to Get Away with Murder, protagonizada por Viola Davis, actriz nominada al Oscar dos veces. También protagonizaría la película Jack of the Red Hearts, actuando en el papel de madre de una nena con problemas mentales. 
A principios de 2016 prestó su voz en la serie animada Robot Chicken, como Jean Grey. Actualmente, Famke Janssen tiene un rol recurrente en la exitosa serie The Blacklist, como Susan Hargrave. En el 2017 protagoniza el Spin-off de la misma, llamada The Blacklist: Redemption. A mediados de ese mismo año protagoniza This Is Your Death  con Josh Duhamel, también junto a  Bruce Willis y Jason Momoa, protagonizan Once Upon a Time in Venice, una comedia de acción. Comparte elenco en la película All I Wish con Sharon Stone y en el año 2018 junto a Cuba Gooding Jr., protagoniza Louisiana Caviar.

## Vida personal
Tiene dos hermanas, Antoinette Beumer (directora) y Marjolein Beumer (actriz). Estuvo casada con el guionista y director Tod Culpan Williams, que es hijo del arquitecto Tod Williams, desde 1995 hasta 2000. 
El 28 de enero de 2008 fue nombrada «Embajadora de Buena Voluntad» por parte de la Oficina de Naciones Unidas contra la Droga y el Delito, en la conferencia anticorrupción de Nusa Dua en Bali. Actualmente, Famke Janssen vive en Nueva York, en Greenwich Village.

## Filmografía

### Películas
| Año  | Título original                  | Título en español                                 | Personaje                     | Director                | Notas |
| ---- | -------------------------------- | ------------------------------------------------- | ----------------------------- | ----------------------- | --- |
| 1992 | Fathers & Sons                   | Marea Alta                                        | Kyle Christian                | Paul Mones              | Rol Secundario. Junto a Jeff Goldblum                                                                           |
| 1994 | Relentless IV: Ashes to Ashes    | La Muerte al Acecho                               | Dra. Sara Lee Jaffee          | Oley Sassone            | Rol Principal. Junto a Leo Rossi                                                                                |
| 1995 | GoldenEye                        | GoldenEye                                         | Xenia Onatopp                 | Martin Campbell         | Rol Antagónico. Junto a Pierce Brosnan                                                                          |
| 1995 | Lord of Illusions                | El Señor De Las Ilusiones                         | Dorothea Swann                | Clive Barker            | Rol Principal                                                                                                   |
| 1996 | Dead Girl                        | Dead Girl                                         | Treasure                      | Adam Coleman Howard     | Rol Secundario. Junto a Anne Parillaud y Val Kilmer                                                             |
| 1997 | City of Industry                 | Ajustes de Cuentas                                | Rachel Montana                | John Irvin              | Rol Secundario. Junto a Harvey Keitel y Lucy Liu.                                                               |
| 1998 | Monument Ave.                    | Código de Lealtad                                 | Katy                          | Ted Demme               | Rol Secundario. Junto a Denis Leary                                                                             |
| 1998 | The Gingerbread Man              | Conflicto de Intereses                            | Leeanne Magruder              | Robert Altman           | Rol Secundario. Junto a Kenneth Branagh y Robert Downey Jr.                                                     |
| 1998 | Deep Rising                      | Deep Rising : Misterio En Las Profundidades       | Trillian St. James            | Stephen Sommers         | Rol Principal. Junto a Treat Williams                                                                           |
| 1998 | RPM                              | RPM                                               | Claudia Haggs                 | Ian Sharp               | Rol Secundario. Junto a David Arquette                                                                          |
| 1998 | Rounders                         | Apuesta Final                                     | Petra                         | John Dahl               | Rol Secundario. Junto a Matt Damon                                                                              |
| 1998 | Celebrity                        | Celebrity                                         | Bonnie                        | Woody Allen             | Rol Secundario. Junto a Leonardo DiCaprio, Melanie Griffith, Charlize Theron y Kenneth Branagh                  |
| 1998 | The Adventures of Sebastian Cole | Las Aventuras de Sebastian Cole                   | Fiona                         | Tod Williams            | Rol Secundario. Junto a Adrian Grenier                                                                          |
| 1998 | The Faculty                      | The Faculty                                       | Señora Elizabeth Burke        | Robert Rodriguez        | Rol Secundario. Junto a Elijah Wood, Jordana Brewster, Salma Hayek, entre otros                                 |
| 1999 | House on Haunted Hill            | La Casa de la Colina Encantada                    | Evelyn Stockard-Price         | William Malone          | Rol Principal. Junto a Geoffrey Rush y Ali Larter                                                               |
| 2000 | Love & Sex                       | Amor y Sexo                                       | Kate Welles                   | Valerie Breiman         | Rol Principal. Junto a Jon Favreau                                                                              |
| 2000 | Circus                           | Circus: El Círculo del Crimen                     | Lily Garfield                 | Rob Walker              | Rol Principal. Junto a John Hannah                                                                              |
| 2000 | X-Men                            | X-Men                                             | Jean Grey                     | Bryan Singer            | Rol Principal. Junto a Patrick Stewart, Hugh Jackman, Ian McKellen, Halle Berry, James Marsden y varios más     |
| 2001 | Made                             | Made                                              | Jessica                       | Jon Favreau             | Rol Secundario. Junto a Jon Favreau y Vince Vaughn                                                              |
| 2001 | Don't Say a Word                 | Ni una Palabra                                    | Aggie Conrad                  | Gary Fleder             | Rol Secundario. Junto a Michael Douglas, Sean Bean y Brittany Murphy                                            |
| 2002 | I Spy                            | Soy Espía                                         | Agente Especial Rachel Wright | Betty Thomas            | Rol Principal. Junto a Eddie Murphy y Owen Wilson                                                               |
| 2003 | X-Men 2                          | X-Men 2                                           | Jean Grey                     | Bryan Singer            | Rol Principal. Junto a Patrick Stewart, Hugh Jackman, Ian McKellen, Halle Berry, James Marsden y varios más     |
| 2004 | Eulogy                           | Enredos de Familia                                | Judy Arnolds                  | Michael Clancy          | Rol Principal. Junto a Zooey Deschanel y Hank Azaria                                                            |
| 2005 | Hide and Seek                    | El Escondite Mente Siniestra                      | Dr. Katherine Carson          | John Polson             | Rol Principal. Junto a Robert De Niro y Dakota Fanning                                                          |
| 2006 | X-Men: The Last Stand            | X-Men: La Última Batalla X-Men: La Decision Final | Jean Grey/Phoenix             | Brett Ratner            | Rol Principal. Junto a Patrick Stewart, Hugh Jackman, Ian McKellen, Halle Berry, James Marsden y varios más     |
| 2006 | The Treatment                    | El Tratamiento                                    | Allegra Marshall              | Oren Rudavsky           | Rol Principal. Junto a Ian Holm                                                                                 |
| 2007 | The Ten                          | Los Diez Mandamientos Locos                       | Gretchen Reigert              | David Wain              | Rol Secundario. Junto a Paul Rudd, Jessica Alba, Liev Schreiber, entre otros                                    |
| 2007 | Turn the River                   | Turn the River                                    | Kailey Sullivan               | Chris Eigeman           | Rol Principal. Junto a Matt Ross                                                                                |
| 2008 | The Wackness                     | The Wackness                                      | Kristen Squires               | Jonathan Levine         | Rol Secundario. Junto a Ben Kingsley y Josh Peck                                                                |
| 2008 | Taken                            | Venganza Búsqueda implacable                      | Lenore «Lenny» Mills          | Pierre Morel            | Rol Secundario. Junto a Liam Neeson y Maggie Grace                                                              |
| 2008 | 100 Feet                         | Arresto Domiciliario                              | Marnie Watson                 | Eric Red                | Rol Principal. Junto a Bobby Cannavale                                                                          |
| 2010 | The Chameleon                    | El Camaleón                                       | Jennifer Johnson              | Jean-Paul Salomé        | Rol Principal. Junto a Marc-André Grondin                                                                       |
| 2010 | Down the Shore                   | Secretos mortales                                 | Mary                          | Harold Guskin           | Rol Principal. Junto a James Gandolfini                                                                         |
| 2012 | Taken 2                          | Venganza: Conexión Estambul Búsqueda Implacable 2 | Lenore «Lenny» Mills          | Olivier Megaton         | Rol. Principal. Junto a Liam Neeson y Maggie Grace                                                              |
| 2013 | Hansel and Gretel: Witch Hunters | Hansel y Gretel: cazadores de brujas              | Muriel                        | Tommy Wirkola           | Rol Principal. Junto a Gemma Arterton y Jeremy Renner                                                           |
| 2013 | The Wolverine                    | Lobezno                                           | Jean Grey/Phoenix             | James Mangold           | Rol Secundario. Junto a Hugh Jackman                                                                            |
| 2013 | In the Woods                     | En el Bosque                                      | N/A                           | Jennifer Elster         | Participación Especial.                                                                                         |
| 2014 | A Fighting Man                   | El luchador                                       | Diane Schuler                 | Damian Lee              | Rol Secundario Junto a Dominic Purcell                                                                          |
| 2014 | X-Men: Days of Future Past       | X-Men: días del futuro pasado                     | Jean Grey/Phoenix             | Bryan Singer            | Rol Secundario Junto a Hugh Jackman, Halle Berry, Jennifer Lawrence, Ian McKellen, Patrick Stewart y varios más |
| 2015 | Taken 3                          | V3nganza Búsqueda Implacable 3                    | Lenore «Lenny» Mills          | Olivier Megaton         | Rol Secundario Junto a Liam Neeson y Maggie Grace                                                               |
| 2015 | Jack of the Red Hearts           | Jack of the Red Hearts                            | Kay                           | Janet Grillo            | Película independiente Rol Principal                                                                            |
| 2017 | Once Upon a Time in Venice       | Érase una vez en Venecia                          | Katey Ford                    | Mark Cullen Robb Cullen | Rol secundario Junto a Bruce Willis                                                                             |
| 2017 | The Show                         | Esta es su muerte                                 | Ilana Katz                    | Giancarlo Esposito      | Rol Principal Junto a Josh Duhamel                                                                              |
| 2017 | All I Wish                       | Un poco para tu cumpleaños                        | N/A                           | Susan Walter            | Rol Secundario Junto a Sharon Stone                                                                             |
| 2017 | Status Update                    | Status Update                                     | Katherine Alden               | Scott Speer             | Rol Secundario Junto a Ross Lynch                                                                               |
| 2017 | American Undercover              | American Undercover                               | Anna                          | Raza Mallal             | Rol Principal Junto a John Hannah                                                                               |
| 2018 | Louisiana Caviar                 | Louisiana Caviar                                  | Nic                           | Cuba Gooding Jr.        | Rol principal Junto a Cuba Gooding Jr.                                                                          |
| 2019 | Asher                            | Asher                                             | Sophie                        | Michael Caton-Jones     | Rol Principal Junto a Ron Perlman                                                                               |
| 2019 | Primal                           | Primal                                            | Dr. Ellen Taylor              | Nick Powell             | Rol principal Junto a Nicolas Cage                                                                              |
| 2019 | The Poison Rose                  | La Rosa Venenosa                                  | Jayne Hunt                    | George Gallo            | Rol principal Junto a Morgan Freeman, John Travolta, Brendan Fraser, entre otros                                |
| 2021 | Dangerous                        | Instinto Peligroso                                | Agente Shaughessy             | David Hackl             | Protagonista Junto a Mel Gibson y Scott Eastwood                                                                |
| 2021 | Way Down                         | Way Down                                          | Andrea Tracy                  | Jaume Balagueró         | Protagonista Junto a Freddie Highmore y Luis Tosar                                                              |
| 2022 | Reedeming Love                   | Amor redentorio                                   | Duquesa                       | D.J Caruso              | Protagonista Junto a Abigail Cowen                                                                              |
| 2023 | Knights of the Zodiac            | Los Caballeros del Zodíaco                        | V. Guraad                     | Tomasz Bagiński         | Rol Principal Junto a Sean Bean                                                                                 |

### Televisión
| Año       | Título original                | Título en español              | Papel                    | Creador                                 | Notas                                             |
| --------- | ------------------------------ | ------------------------------ | ------------------------ | --------------------------------------- | ------------------------------------------------- |
| 1992      | Star Trek: The Next Generation | Star Trek: La nueva generación | Kamala                   | Gene Roddenberry                        | Episodio: "The Perfect Mate"                      |
| 1994      | The Untouchables               | Los Intocables                 | Cleo                     | Christopher Crowe                       | Episodio: "Voyeur"                                |
| 1994      | Melrose Place                  | Melrose Place                  | Diane Adamson            | Darren Star                             | Episodio: "Michael´s Game"                        |
| 1994      | Model by Day                   | Modelo de día                  | Lady X                   | N/A                                     | Película de televisión                            |
| 2000-2001 | Ally McBeal                    | Ally McBeal                    | Jamie                    | David E. Kelley                         | Episodios: "The Man with the Bag", "The Ex-Files" |
| 2004-2010 | Nip/Tuck                       | Nip/Tuck                       | Ava Moore                | Ryan Murphy                             | Rol recurrente (11 episodios)                     |
| 2007      | Alibi                          | Alibi                          | Christie Winters         | N/A                                     | Película de televisión                            |
| 2008      | Puppy Love                     | Puppy Love                     | Maya                     | N/A                                     | Serie Web (Film Corto)                            |
| 2009      | The Farm                       | The Farm                       | Valentina Galindo        | N/A                                     | Película de Televisión                            |
| 2013-2015 | Hemlock Grove                  | Hemlock Grove                  | Olivia Godfrey           | Brian McGreevy Lee Shipman              | Rol Principal (33 episodios)                      |
| 2015-2020 | How to Get Away with Murder    | Cómo defender a un asesino     | Eve Rothlo               | Pete Nowalk                             | Rol recurrente                                    |
| 2016      | Robot Chicken                  | Robot Chicken                  | Jean Grey                | Seth Green Matthew Senreich Mike Fasolo | Voz, episodio: "Joel Hurwitz"                     |
| 2016-2018 | The Blacklist                  | La Lista Negra                 | Susan «Scottie» Hargrave | Jon Bokenkamp                           | Rol recurrente                                    |
| 2017      | The Blacklist: Redemption      | La Lista Negra: Redención      | Susan «Scottie» Hargrave | Jon Bokenkamp                           | Rol Principal                                     |
| 2019      | Central Park Five              | Central Park Five              | Nancy Ryan               | Ava DuVernay                            | Rol Principal                                     |

## Premios y nominaciones
| Año  | Título original             | Premio                                                  | Categoría                                     | Resultado |
| ---- | --------------------------- | ------------------------------------------------------- | --------------------------------------------- | --------- |
| 1995 | GoldenEye                   | MTV Movie Award                                         | Mejor Pelea (compartido con Pierce Brosnan)   | Nominada  |
| 2000 | House on Haunted Hill       | Blockbuster Entertainment Awards                        | Mejor Actriz de Reparto Favorita              | Nominada  |
| 2001 | X-Men                       | Blockbuster Entertainment Awards                        | Mejor Actriz de Reparto Favorita              | Nominada  |
| 2006 | X-Men: The Last Stand       | Teen Choice Awards                                      | Beso Apasionado (compartido con Hugh Jackman) | Nominada  |
| 2006 | X-Men: The Last Stand       | Scream Awards                                           | Mejor Super-Héroe Super-Héroe más Atractivo   | Nominada  |
| 2007 | X-Men: The Last Stand       | Saturn Awards                                           | Mejor Actriz de Reparto                       | Ganadora  |
| 2007 | X-Men: The Last Stand       | Academy of Science Fiction, Fantasy & Horror Films, USA | Mejor Actriz de Reparto                       | Ganadora  |
| 2007 | Turn the River              | Hamptons International Film Festival                    | Mejor Actriz                                  | Ganadora  |
| 2016 | How to Get Away with Murder | Gold Derby Awards                                       | Mejor Actriz invitada                         | Nominada  |